# Zachary Galla
Zachary Galla –conocido como Zach Galla– (1 de mayo de 2000) es un deportista estadounidense que compite en escalada. En los Juegos Panamericanos de 2023 obtuvo una medalla de bronce en la prueba combinada.

## Palmarés internacional
| Juegos Panamericanos | Juegos Panamericanos | Juegos Panamericanos | Juegos Panamericanos |
| Año                  | Lugar                | Medalla              | Prueba               |
| -------------------- | -------------------- | -------------------- | -------------------- |
| 2023                 | Santiago (Chile)     | Medalla de bronce    | Combinada            |